# Оберройт
Оберройт (нем. Oberreut) — район города Карлсруэ. Расположен примерно в 2,5 км к юго-западу от центра города Карлсруэ и южнее Федеральной трассы 10 (B10). Сегодня в нём проживают около 10 000 человек.
Граничит с городскими районами Байертхайм-Булах на юго-востоке и Грюнвинкель на северо-западе.

## История
Город был основан в 1926 году после появления, генерального плана градостроительного зонирования, называемого также «план-резак» («Schneiderplan»), по которому произошло запланированное отделение района Булах.
Летом 1964 года были заселены первые дома.
Жилые здания занимают общую площадь в 100 га и согласно проекту были рассчитаны на размещение примерно 12 000 человек. В 1970 году было завершено выращивание леса. 5700 жителей, вместо запланированных 4200, поселились в 1160 построенных квартирах. Тогда же возникли новые планы развития района.
Частичный план застройки «Oberreut-Feldlage I» был в 1969 году утверждён законом. 439 единиц жилья для 1500 человек были сданы в эксплуатацию. В 1980 году был принят план развития «Oberreut-Feldlage II», а затем в 1990-х годах «Oberreut-Feldlage III»
Таким образом на период 30 июня 1999 года в Оберройте проживало 9956 человек (в том числе для 9817 это было основным местом жительства) в 4231 квартире.

## Экономика
В Оберройте расположены:
- Штаб-квартира Deutsche Bausparkasse Badenia.
- В дополнение к еженедельным рынкам (Wochenmarkt) есть несколько супермаркетов, один из которых русский Mix Markt.

## Образование
Наряду с начальной школой (Grundschule) и старшей ступенью средней школы (Hauptschule), а также реальным училищем (Sophie-Scholl-Realschule) в районе есть колледж Глейзер (Glaserfachschule) и профессионально-техническое училище (Engelbert-Bohn-Berufsschule).

## Достопримечательности
В сегодняшнем районе в лесу (Oberreuter) находятся руины замка (Oberreut).